# Apeadeiro de Valdrez
O Apeadeiro de Valdrez foi uma gare da Linha do Tua, que servia a aldeia de Valdrez, no concelho de Macedo de Cavaleiros, em Portugal.

## Descrição
O abrigo de plataforma situava-se do lado sudeste da via (lado direito do sentido ascendente, a Bragança).

## História
No contrário provisório para a construção do lanço da Linha do Tua entre Mirandela e Bragança, uma das cláusulas obrigava a que a primeira secção, entre Mirandela e Valdrez, devia estar concluída dois anos após a aprovação do contrato definitivo, enquanto que a segunda secção, desde Valdrez até Bragança, devia ser pronta em três anos. Este apeadeiro faz parte do lanço entre as estações de Macedo de Cavaleiros e Sendas, que foi aberto à exploração em 18 de Dezembro de 1905. O lanço da Linha do Tua entre Mirandela e Bragança foi encerrado em 15 de Dezembro de 1991.